# Ludwik Ozjasz Lubliner

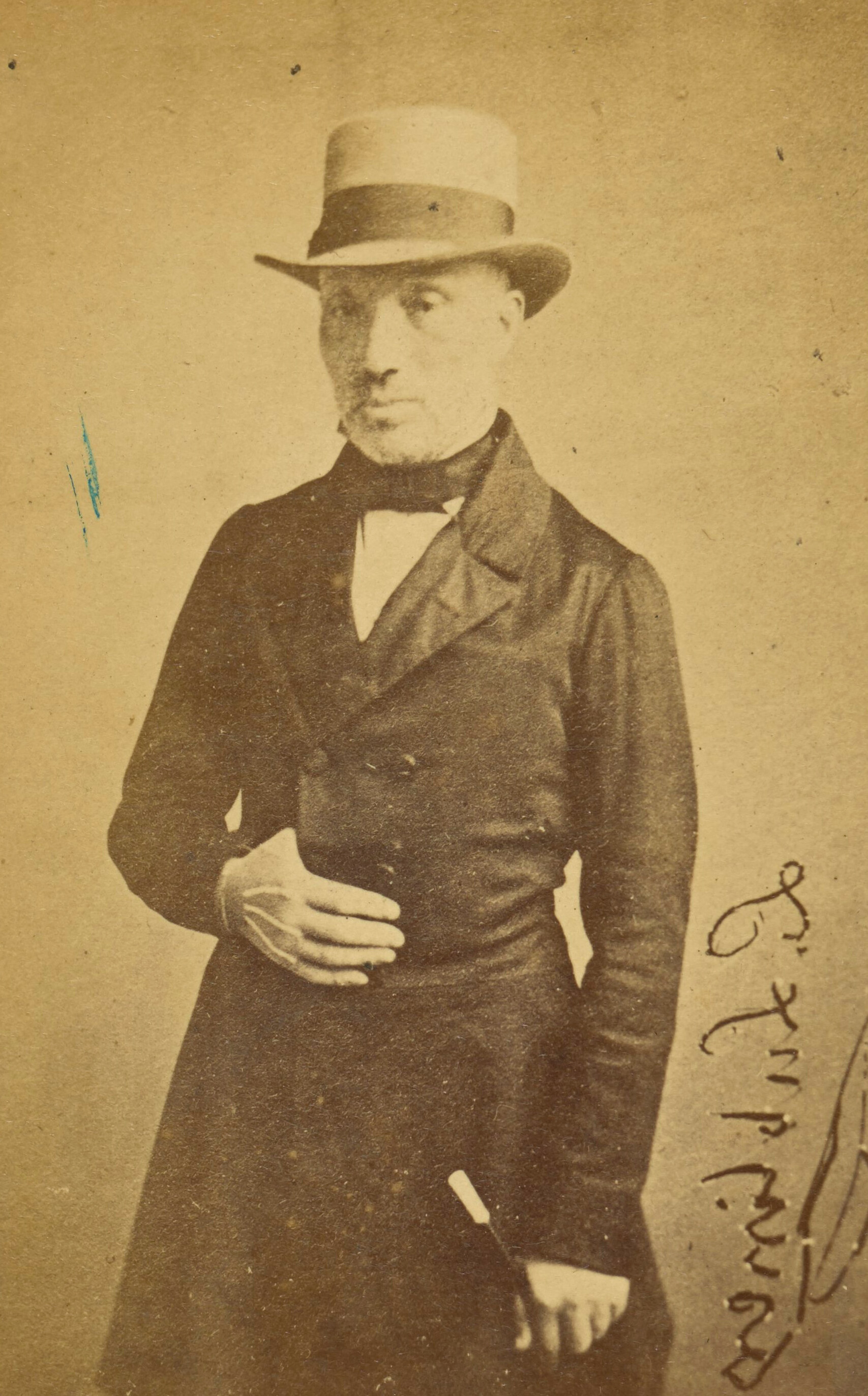
Ludwik Ozjasz Lubliner

Ludwik Ozjasz Lubliner (ur. 14 sierpnia 1809 w Warszawie, zm. 25 lutego 1868 w Brukseli) – polski działacz emigracyjny, publicysta, prawnik. Pochodził z ortodoksyjnej rodziny żydowskiej. Brał udział w powstaniu listopadowym. Po upadku powstania przebywał na emigracji w Belgii. Był członkiem Towarzystwa Demokratycznego Polskiego. Od 1835 roku członek tajnego Związku Dzieci Ludu Polskiego, a następnie Zjednoczenia Emigracji Polskiej. Działacz walczący o równouprawnienie dla Polaków wyznania żydowskiego. Bliski współpracownik Joachima Lelewela.

## Życiorys
Urodził się w 1809 roku w Warszawie. Pochodził z zamożnej ortodoksyjnej rodziny żydowskiej. Wbrew woli rodziców ukończył wojewódzką szkołę pijarską. Aktywny uczestnik powstania listopadowego, szeregowy mianowany za zasługi bojowe podchorążym 9. pułku piechoty.
Wg Andrzeja Żbikowskiego został odznaczony orderem Virtuti Militari, ale nie potwierdza tego lista oznaczonych z 1881, ani jego biogram umieszczony w monografii autorstwa Ignacego Schipera o Żydach w okresie powstania listopadowego.
Po upadku powstania został aresztowany, a następnie po wyjściu z więzienia zbiegł do Krakowa, gdzie podjął naukę na Uniwersytecie Jagiellońskim. Niedługo po tym został wydalony z uczelni na żądanie władz rosyjskich i wyemigrował z kraju. Na początku mieszkał we Francji, a następnie w Brukseli, gdzie studiował prawo na Université Libre de Bruxelles w latach 1834–1836. W roku 1838 rozpoczął pracę jako prawnik lecz pochłonięty swoją działalnością w obrębie polityki oraz publicystyki nie realizował się zawodowo. Zmarł na raka w 1868 roku w Brukseli.

## Działalność
W 1832 roku wstąpił w szeregi Towarzystwa Demokratycznego Polskiego i ściśle współpracował z polskim historykiem oraz ideologiem demokracji polskiej Joachimem Lelewelem. Od 1834 członek tajnego Związku Dzieci Ludu Polskiego, następnie Zjednoczenia Emigracji Polskiej. W roku 1846 poparł manifest Rządu Narodowego RP w Krakowie. Od 1847 działacz Międzynarodowego Towarzystwa Demokratycznego w Brukseli, a od 1860 członek Powszechnego Związku Żydowskiego Alliance Israélite Universelle. W 1862 był współzałożycielem Sojuszu Polskiego Wszelkich Wyznań (Alliance Polonaise de Toutes les Croyances Religieuses). Dzięki jego uczestnictwie w wielu organizacjach powstało wiele artykułów i broszur skierowanych przeciw ówczesnym władzom oraz prac dotyczących sytuacji Żydów polskich.

## Twórczość publicystyczna
1. Des Juifs en Pologne : examen de leur condition sous le point de vue historique, legislatif et politique (1839) (Bruxella, C. Vanderauwera)[7]
2. Obrona Żydów zamieszkałych w krajach polskich od niesłusznych zarzutów i fałszywych oskarżeń (1858) (Bruxella, C. Vanderauwera)[8]
3. Światło wieku przełamie zawziętości i przesądy. Publicystyka Ludwika Lublinera i Joachima Lelewela w kontekście „wojny żydowskiej” (1859)[9]
4. Napaść Pana Lesznowskiego redaktora Gazety Warszawskiej na Polaków wyznania mojżeszowego (1859) (Bruxella, C. Vanderauwer[10]
5. De la condition politique et civile des Juifs dans le Royaume de Pologne (1860)[11]
6. Zniesienie pańszczyzny w Rossyi.Krytyczny rozbiór projektu Aleksandra II. (1858) (Bruxella)[12]
7. Do Polaków Izraelitów w Polsce. (Oddruk z przeglądu rzeczy polskich.) Paryż, druk Martinea, (1862), w 8ce, str. 8. Gratis[12].
8. O bycie politycznym i cywilnym Żydów w Królestwie Polskim. (1860) (Bruxella)[12].